# The Black Star Tour
The Black Star Tour è stato il quarto tour musicale della cantante canadese Avril Lavigne, a supporto del suo quarto album in studio Goodbye Lullaby (2011). 
Prende il nome dalla prima traccia contenuta nell'album, appunto Black Star, brano utilizzato nello spot girato dalla cantante per la promozione del suo primo profumo omonimo.

## Scaletta
Le seguenti canzoni sono state interpretate da Avril Lavigne al concerto di Milano, non è pertanto rappresentativa di tutti i concerti del tour .
1. Black Star
2. What the Hell
3. Smile
4. Sk8er Boi
5. He Wasn't
6. I Always Get What I Want
7. Alice
8. Fix You (Coldplay Cover)
9. When You're Gone
10. Wish You Were Here
11. Nobody's Home
12. Instrumental Interlude (con elementi di Unwanted, Freak Out e Losing Grip)
13. Girlfriend
14. My Happy Ending (snippet intro di Airplanes)
15. Don't Tell Me
16. I'm with You
17. I Love You
18. Hot
19. Complicated

## Date
| Data              | Città             | Nazione       | Luogo                       |      |      |
| Asia              | Asia              | Asia          | Asia                        | Asia | Asia |
| ----------------- | ----------------- | ------------- | --------------------------- | ---- | ---- |
| 30 aprile 2011    | Pechino           | Cina          | China Valley Music Festival |      |      |
| 2 maggio 2011     | Shanghai          | Cina          | Shanghai Grand Stage        |      |      |
| 5 maggio 2011     | Seoul             | Corea del Sud | Melon Ax                    |      |      |
| 7 maggio 2011     | Hong Kong         | Hong Kong     | Asia World Arena            |      |      |
| 9 maggio 2011     | Singapore         | Singapore     | Singapore Indoor Stadium    |      |      |
| 11 maggio 2011    | Giacarta          | Indonesia     | Kartika Expo Centre         |      |      |
| 13 maggio 2011    | Taipei            | Taiwan        | Nangang Exhibition Hall     |      |      |
| Nord America      |                   |               |                             |      |      |
| 27 maggio 2011    | Nassau            | Bahamas       | Atlantis Paradise Island    |      |      |
| 28 maggio 2011    | Tampa             | Stati Uniti   | Tropicana Field             |      |      |
| Sud America       |                   |               |                             |      |      |
| 18 luglio 2011    | Caracas           | Venezuela     | Terraza CCCT                |      |      |
| 20 luglio 2011    | Lima              | Perù          | Explanada del Monumental    |      |      |
| 22 luglio 2011    | Santiago del Cile | Cile          | Movistar Arena              |      |      |
| 24 luglio 2011    | Buenos Aires      | Argentina     | Estadio Malvinas Argentinas |      |      |
| 27 luglio 2011    | San Paolo         | Brasile       | Credicard Hall              |      |      |
| 28 luglio 2011    | San Paolo         | Brasile       | Credicard Hall              |      |      |
| 31 luglio 2011    | Rio de Janeiro    | Brasile       | Citibank Hall               |      |      |
| 2 agosto 2011     | Belo Horizonte    | Brasile       | Chevrolet Hall              |      |      |
| 4 agosto 2011     | Brasilia          | Brasile       | Ginasio Nilson Nelson       |      |      |
| Asia              |                   |               |                             |      |      |
| 13 agosto 2011    | Chiba             | Giappone      | Chiba Marine Stadium        |      |      |
| 14 agosto 2011    | Osaka             | Giappone      | Maishima Sports Island      |      |      |
| Europa            |                   |               |                             |      |      |
| 4 settembre 2011  | Mosca             | Russia        | Megasport Arena             |      |      |
| 6 settembre 2011  | San Pietroburgo   | Russia        | Yubileiny                   |      |      |
| 8 settembre 2011  | Torino            | Italia        | PalaOlimpico                |      |      |
| 10 settembre 2011 | Roma              | Italia        | PalaLottomatica             |      |      |
| 11 settembre 2011 | Milano            | Italia        | Mediolanum Forum            |      |      |
| 13 settembre 2011 | Amsterdam         | Paesi Bassi   | Heineken Music Hall         |      |      |
| 14 settembre 2011 | Bruxelles         | Belgio        | Forest National             |      |      |
| 16 settembre 2011 | Parigi            | Francia       | Fête de l'Humanité          |      |      |
| 17 settembre 2011 | Parigi            | Francia       | Zénith                      |      |      |
| 19 settembre 2011 | Colonia           | Germania      | Palladium                   |      |      |
| 21 settembre 2011 | Londra            | Regno Unito   | Hammersmith Apollo          |      |      |
| 22 settembre 2011 | Londra            | Regno Unito   | Hammersmith Apollo          |      |      |
| 23 settembre 2011 | Manchester        | Regno Unito   | O2 Apollo Manchester        |      |      |
| Nord America      |                   |               |                             |      |      |
| 1º ottobre 2011   | Victoria          | Canada        | Save On Foods MC            |      |      |
| 3 ottobre 2011    | Vancouver         | Canada        | Rogers Arena                |      |      |
| 5 ottobre 2011    | Prince George     | Canada        | CN Centre                   |      |      |
| 6 ottobre 2011    | Kamloops          | Canada        | Interior Savings Centre     |      |      |
| 8 ottobre 2011    | Kelowna           | Canada        | Prospera Place              |      |      |
| 10 ottobre 2011   | Edmonton          | Canada        | Rexall Place                |      |      |
| 11 ottobre 2011   | Calgary           | Canada        | Scotiabank Saddledome       |      |      |
| 13 ottobre 2011   | Regina            | Canada        | Brandt Centreù              |      |      |
| 14 ottobre 2011   | Winnipeg          | Canada        | MTS Centre                  |      |      |
| 16 ottobre 2011   | Sudbury           | Canada        | Sudbury Arena               |      |      |
| 17 ottobre 2011   | Ottawa            | Canada        | Scotiabank Place            |      |      |
| 19 ottobre 2011   | Moncton           | Canada        | Coliseum                    |      |      |
| 20 ottobre 2011   | Halifax           | Canada        | Metro Centre                |      |      |
| 22 ottobre 2011   | London            | Canada        | John Labatt Centre          |      |      |
| 24 ottobre 2011   | Toronto           | Canada        | Air Canada Centre           |      |      |
| 25 ottobre 2011   | Montréal          | Canada        | Centre Bell                 |      |      |
| 7 dicembre 2011   | Filadelfia        | Stati Uniti   | Wells Fargo Center          |      |      |
| 10 dicembre 2011  | Ft. Lauderdale    | Stati Uniti   | BankAtlantic Center         |      |      |
| 13 dicembre 2011  | Orlando           | Stati Uniti   | House of Blues              |      |      |
| Asia              |                   |               |                             |      |      |
| 4 febbraio 2012   | Tokyo             | Giappone      | Saitama Super Arena         |      |      |
| 5 febbraio 2012   | Tokyo             | Giappone      | Saitama Super Arena         |      |      |
| 6 febbraio 2012   | Nagoya            | Giappone      | Nagoya Gaishi Hall          |      |      |
| 8 febbraio 2012   | Fukuoka           | Giappone      | Fukuoka Marine Messe        |      |      |
| 9 febbraio 2012   | Osaka             | Giappone      | Osaka-jō Hall               |      |      |
| 11 febbraio 2012  | Guangzhou         | Cina          | Guangzhou Arena             |      |      |
| 14 febbraio 2012  | Pechino           | Cina          | MasterCard Centre           |      |      |
| 16 febbraio 2012  | Quezon City       | Filippine     | Araneta Coliseum            |      |      |
| 18 febbraio 2012  | Kuala Lumpur      | Malaysia      | Stadium Merdeka             |      |      |